# Anitra glaberula
Anitra glaberula är en skalbaggsart som beskrevs av Thomas Casey 1894. Anitra glaberula ingår som enda art i släktet Anitra och familjen kortvingar. Inga underarter finns listade i Catalogue of Life.